# Стрелки (группа)
«Стре́лки» — российская женская поп-группа, существовавшая с 1997 по 2006 год. По другим данным, группа существовала до 2004 года, по третьим до 2009 года, а с 2015 года группа воссоединилась золотым составом. Путаница вызвана тем, что после завершения основного периода существования группы на концертах выступали составы, считавшиеся до этого «вторыми». Продюсеры группы — Игорь Силиверстов и Леонид Величковский. Визитной карточкой «Стрелок» стала песня «Ты бросил меня».
В августе 2015 года «Стрелки» объявили о воссоединении коллектива в золотом составе: Екатерина Кравцова, Саломе Росивер, Светлана Бобкина и Мария Бибилова. В феврале 2017 Саломе Росивер покинула группу.

## История группы

### 1997—1998
В апреле 1997 года студия «Союз» приняла решение о создании женской группы по типу «Spice Girls» и поручила воплощение проекта Игорю Силиверстову. С помощью Леонида Величковского и Вадима Фишмана во время кастинга в ДК «Высотник» в Раменках из 4000 девушек было отобрано 7. Участницами коллектива стали:
- Юлия Долгашёва, «Ю-Ю»
- Светлана Бобкина, «Гера»
- Мария Корнеева, «Марго»
- Екатерина Кравцова, «Радистка Кэт»
- Мария Соловьёва, «Мышка»
- Анастасия Родина, «Стася»
- Лия Быкова.

Среди вариантов названия группы были: «Алёнушки», «Белоснежки», «Монашки», «Силиверстов и семеро девчат», «Лю-лю-тойс». Хореограф Любовь Соловьёва предложила название «Стрелки», которое впоследствии было утверждено.
В июне 1997 года были записаны первые 4 песни, но студия «Союз» решила, что общая концепция группы не соответствует стилю компании, и заморозила финансирование проекта. Позднее проектом заинтересовалось Московское бюро Телевизионной вещательной компании. На первом выступлении группы в ГЦКЗ «Россия» на балу выпускников была произведена съёмка группы «Стрелки», которая в дальнейшем транслировалась в Лондоне. Передачу увидели промоутеры из британской звукозаписывающей компании «EMI» (правообладатели «Spice Girls») и через Бориса Цигмана, генерального директора S.B.A. Production, Ins. («GALA RECORDS»), отыскали создателей группы и предложили заключить контракт на выпуск трёх альбомов. Через некоторое время состоялось выступление в клубе «Метелица», где «Стрелки» исполнили три песни: «Мамочка», «Новые русские девочки» и «Новая страсть», которая не вошла ни в один альбом. В телепрограмме «Муз. Обоз.» 29 ноября 1997 года вышел первый клип группы — «Мамочка».
1 февраля 1998 года выходит второй клип на песню «На вечеринке». Песня получила две премии — «100-пудовый хит» 1998 года и «Золотой граммофон» в ноябре 1998 года. 15 февраля 1998 года состоялся релиз первого альбома «Стрелки идут вперёд». Общий тираж продаж составил более 700 000 копий МС и около 8 000 CD. Вскоре в группе происходят первые изменения — коллектив покинула Лия Быкова. После её ухода в группе непродолжительное время работает первая участница балета Татьяна, фамилия которой до сих пор неизвестна.
В мае 1998 года выходит клип «Курортный роман», съёмки которого проходили на Кипре. В это же время там проходила фотосессия для журнала «PlayBoy». Этот клип отмечен на фестивале «Поколение-98» в номинации «Лучший сюжет». В июне 1998 года вышел клип на песню «Первый учитель», где снялся продюсер группы — Леонид Величковский. В сентябре 1998 года в группе появляется Лариса Батулина, получившая псевдоним «Ли́са». В начале сентября состоялась презентация сингла «Вечеринки в Москве». В компакт вошли две песни: «На вечеринке» и «Москва», каждая в четырёх версиях. Авторами ремиксов стали Леонид Величковский, Роман Рябцев и диджей Грув. В конце сентября группа подкрепила сингл клипом на песню «Москва», смонтированным из советской хроники. Сразу после этого состоялись съёмки на песню «Красавчик» из следующего альбома. Режиссёром выступил Влад Разгулин. Презентация клипа прошла 8 октября в клубе «Кино».
В конце октября 1998 года фирма «GALA RECORDS» передала компании «ОРТ Рекордз» лицензию на выпуск одного альбома и сингла коллектива. Диск стал совместным проектом компаний, и на протяжении действия договора «GALA RECORDS» по-прежнему представляла интересы группы. 12 ноября 1998 года группа отправилась в Иркутскую область, в деревню Тальцы, на съёмки клипа на песню «С новым годом!» — русскоязычный вариант композиции Джорджа Майкла. Режиссёром клипа выступил Михаил Макаренков. 3 декабря 1998 года состоялась презентация сингла и клипа. В сингл вошли две композиции: «С новым годом!» и «Европа плюс», посвящённая одноименной радиостанции.

### 1999—2000
В начале января 1999 года вышел клип на ремикс песни «На вечеринке». В клипе вместе с участницами группы пели и танцовщицы по причине того, что в это время в концертах в разных городах группа выступала в двух составах, каждый из которых состоял из половины участниц основного состава и заменявших недостающих солисток девушек из балета, которыми на тот момент были Оксана Николаева (после замужества — Яшанькина), Ольга Курбатова, Карина Тонаканян, Марина Кононова и Марина Дмитричева. 15 января 1999 года прошла презентация клипа «Ты бросил меня» и его премьера в программе «Доброе утро». Главные роли в клипе сыграли Ивар Калныньш и Ольга Мальцева, модель агентства Вячеслава Зайцева. Вскоре клип был запрещен к показу по причине пропаганды наркотиков, обнаженной натуры, оружия в кадре и рекламы казино «Винсо гранд», где снималась часть клипа, из-за чего клип пришлось перемонтировать. В итоге вышла переработанная версия видеоклипа, но уже в качестве музыкальной основы был использован ремикс песни. 28 мая 1999 года эта песня получила звание «100 — пудовый хит» от радиостанции «Хит-FM».
С 26 января по 2 февраля «Стрелки» в Австрии на горнолыжном курорте проходили съёмки клипа «С новым годом!» под руководством режиссёра М. Макаренкова. 19 февраля 1999 года в клубе «Сенат» состоялась презентация второго альбома под названием «Всё по…». Название альбома — это сокращённое название песни «У нас всё будет по-другому». 24 апреля 1999 года в спорткомплексе «Олимпийский» прошёл первый сольный концерт «Стрелки всех дорог», а из фрагментов концерта был смонтирован клип на песню «Шипы и розы». В конце апреля на вручении премии «Овация» «Стрелки» были признаны лучшей поп-группой 1998 года. В честь концерта в «Олимпийском» «Стрелки» открыли свою страничку в интернете (Strelki.ru) и благотворительную акцию «Стрелки для детей-сирот и детей-инвалидов». Также группа приняла участие в съёмках сериала «Будем знакомы» в роли самих себя. В конце сентября появился клип на песню «Я хорошая». Из-за беременности Анастасия Родина не могла полноценно участвовать в съёмках, поэтому появлялась лишь в начале и в конце клипа, а в вышедшим в октябре 1999 года клипе на песню «Нет любви» (режиссёр Сергей Кальварский) — и вовсе эпизодически. Вскоре она покидает группу. Также в клипе снимался продюсер группы — Игорь Силиверстов. После выхода клипа «Нет любви» на место Анастасии Родиной в группу пробовалась исполнившая в клипе главную роль участница балета коллектива — Карина Тонаканян, однако не прошла испытательный срок. Через некоторое время выходит клип «Я вернусь» — совместная работа «Стрелок» и Игоря Николаева (режиссёр — Сергей Кальварский, оператор — Влад Опельянц).
1 ноября 1999 года в развлекательном комплексе «Метелица» (Москва) группа представила альбом «Шипы и розы». Песня «Я вернусь» была спета в дуэте с Игорем Николаевым, «Бэссамэ» подарена Светлане Бобкиной группой «Агата Кристи», а «Эскадрон» — это песня Олега Газманова в их исполнении. Презентация альбома прошла также на Северном Кавказе. Группа стала единственной, выступившей в зоне боевых действий. В это время Мария Соловьёва уже была беременна и, вернувшись в Москву в начале января 2000 года, покинула группу. Также коллектив покидает Оксана Яшанькина. В начале декабря 1999-го издательство «Нокис» выпустило иллюстрированный альбом для наклеек «Стрелки», в котором есть краткая информация о группе и фотографии.
1 апреля 2000 года вышел клип «Бумеранг» — продолжение «Ты бросил меня». В нём также снялся актёр Ивар Калныньш, главную женскую роль сыграла актриса Ксения Назарова. В съёмках приняла участие пробовавшаяся ещё в первый состав Саломе «Тори» Кития и Марина Кононова. Съёмки проходили под Санкт-Петербургом, в поселке Вырица. Режиссёр — Александр Игудин. Весной 2000 года «Стрелки» получили вторую премию «Овация» как лучшая поп-группа года. 30 мая 2000 года на телеканале «ТВ-6» вышел музыкальный фильм «Стрелки идут вперёд», в котором солистки рассказали наиболее важные события из жизни группы, свои биографии, происхождении псевдонимов и о планах коллектива. Также в передачу вошли клипы и кадры хроники. Вместе с группой в фильме снялась Мария Соловьёва. В июле 2000 года появился клип на песню «Нелюбовь». В ролике девушки предстали обнажёнными. Видеоклип получил премию «Золотой граммофон». В августе вышел сингл «Нелюбовь», в который вошли четыре версии данной песни (virus-remix, ballad mix, trip-hop mix, original, а также клип «Нелюбовь»). Вскоре группу покидает Саломе Кития. В ноябре 2000 года выходит клип «Солнце за горой», а в декабре выходит четвёртый альбом группы «Стрелки — 2000», который был переиздан в начале 2001 года.

### 2001—2002
В 2001 году группа выпускает «Мегамикс», созданный из песен «Шипы и розы», «Ты выбираешь сам», «Бумеранг», «Ты бросил меня», «Мамочка», «Красавчик», «На вечеринке», «Нет любви», «Солнце за горой» и новой песни «Причини мне любовь» (сольная песня Светланы Бобкиной). Альбом был поддержан клипом «Megamix». Позднее выходят ещё несколько песен: «Весна», «Лето», «Прокричу», а также в конце августа 2001 года на «Русском радио» состоялась премьера песни «Попса», совместной работы «Стрелок» и «Русских пряников». В это же время вышел видеосборник клипов группы. В августе Мария Корнеева вышла замуж за бизнесмена Алексея Потапова, являвшегося одним из спонсоров коллектива. Она ему посвятила песню «Я нашла своё счастье», позднее переименованную в «Ты только мой».

В сентябре 2001 года вышел видеоклип «Прости и прощай», а затем песню «Девочка-веточка» (музыка и слова — Елена Ваенга). 7 марта 2002 года «Стрелки» выступили на «Бомбе года». Первоначально песню «Девочка-веточка» исполнял другой проект Силиверстова и Величковского — женское поп-трио «Шоколад», одной из солисток которого была Наталья Деева. В группе «Стрелки» песня сначала была записана одной Екатериной Кравцовой, но потом, когда было решено снять клип именно на эту песню, была записана и остальными участницами коллектива. Клип, снятый Ириной Мироновой, вышел 26 апреля.

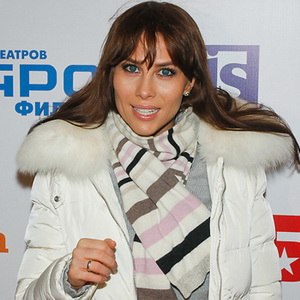
Юлия Беретта. Солистка с 1997 по сентябрь 2002 года.

 28 июня 2002 года вышел пятый альбом «Люби меня сильнее». В него вошли 14 композиций, среди которых есть сольные песни Марии Корнеевой («Ты только мой») и Светланой Бобкиной («Причини мне любовь»). Многие песни альбома были написаны Светланой Бобкиной и Юлией Береттой. В сентябре 2002 года группу покинула Юлия, приняв решение начать сольную карьеру под псевдонимом Беретта. Группа в усечённом составе выступает в «Тотальном шоу» и записывает песню «Мегаолигарх». Вскоре продюсеры коллектива увольняют Екатерину Кравцову по причине несоответствия её образа девочки-подростка новому формату группы. Позднее она дала интервью, в котором рассказывала о тяжёлой жизни в «Стрелках» и алчности продюсеров, а также поведала о том, что на пике популярности группы продюсеры коллектива создавали «вторые составы» для концертов группы сразу в нескольких городах и получения большей прибыли.

### 2003—2006
В январе 2003 года группа выпускает клип «Югорская долина», широко ротировавшийся на российских телеканалах «Муз-ТВ», «ТВС» и «MTV Россия». Помимо оставшихся в группе Марии Корнеевой, Светланы Бобкиной и Ларисы Батулиной в клипе снялись 4 новые участницы — Лана «Лулу» Тимакова, Елена «Малая» Мишина, Наталья «Ника» Деева и Оксана «Джина» Устинова. Этим же составом была записана песня «Целое лето». В марте 2003 года группу покинула Елена Мишина, также уходят балетные Марина Кононова и Ольга Курбатова.
В составе Светлана Бобкина, Мария Корнеева, Лариса Батулина, Лана Тимакова, Оксана Устинова и Наталья Деева группа участвует в эпизоде фильма «Игры мотыльков». До сентября группа выступает вшестером, пока не появилась экс-участница коллектива «Стрелки International» — Галина «Гала» Трапезова. В октябре группу одновременно покидают Мария Корнеева и Светлана Бобкина. В октябре состоялась премьера клипа «Ветерок» в составе Лариса Батулина, Лана Тимакова, Оксана Устинова, Наталья Деева и Галина Трапезова. Также для съемок были приглашены DJ Benzina и актриса Юлия Такшина. Также группа переснимает клип на песню «С Новым годом!», смонтировав его из предыдущих клипов группы — «С Новым годом!» (оригинальная версия), «Югорская долина» и «Ветерок». В ноябре 2003 года в группу приходит Анастасия Бондарева и «Стрелки» записывают песню «Лучший друг». В декабре 2003 года увольняют Ларису Батулину. Продюсеры посчитали, что даже с новым имиджем она не вписывается в концепцию молодежной группы. Незадолго до ухода Батулиной в группу приходят две новые участницы — Анастасия Осипова и Ника Сваровская. В обновлённом составе перезаписывают песню «Лучший друг». В июне состоялась премьера одноименного клипа. Группа записывает песни: «Бежало лето», «Капает дождь», «Ты далеко», «Валентинка», «Не ходи», «Не отпускай меня», «Семь морей», «Костер из писем» и «Жара». Песню «Жара» написал Денис Майданов. Из группы уходит балетная Марина Дмитричева, а на её место приходит Дебора Наташа Хлоэ.
В октябре 2004 года коллектив покинула Галина Трапезова и группа в составе Наталья Деева, Анастасия Бондарева, Ника Найт и Дебора отправляются в гастрольный тур по США, который закончился в декабре. В этом же году уходит один из продюсеров группы «Стрелки» — Леонид Величковский, ссылаясь на то, что новые «Стрелки» не популярны и перестали приносить доход, как в 1999 году. В 2006 году группу одновременно покидают Оксана Устинова, Наталья Деева и Ника Сваровская.

### 2006—2012
В 2006 году от состава остаются Лана Тимакова, Анастасия Осипова, Анастасия Бондарева и участница балета Дебора. Вскоре временно участницей стала экс-солистка «второго» состава группы «ViRUS!» Людмила Харт. Начинается неофициальный период группы. В сентябре уходят Людмила Харт и Анастасия Осипова. Появляются новые участницы Аида Евдокимова, которая была голосом третьей эпохи «Стрелок», модель Лина Токарева, Анна Симакова, а также в группу вернулась Карина Евсюкова. В обновленном составе была перезаписана песня «Жара».
В 2007 году группу покидает Анастасия Бондарева, чтобы начать сольную карьеру. Группа записывает песни «Мама», «На тебя показали все стрелки», «Missing You», «Стриптиз» и новая версия песни «Нелюбовь» — все эти песни были записаны «основным» составом Аида Валиахмедова, Карина Евсюкова, Лана Тимакова, Лина Токарева и Анна Симакова. А во «вторых» составах были Наталья Рубцова, Екатерина Овчинникова, Олеся Левитес и Дебора. Песня «Стриптиз» была написана Денисом Майдановым. В 2008 году группу покидают Анна Симакова, Екатерина Овчинникова и Наталья Рубцова. В 2009 году из группы уходят Аида Валиахмедова, Олеся Левитес и Карина Евсюкова — по семейным обстоятельствам. До сентября 2009 года группа существует как трио — Лана Тимакова, Эллина Токарева и Дебора Наташа Хлоэ. Также в этом же году на канале «Муз-ТВ» выходит сатирический мультсериал «Кризис-шмизис», где группа дважды упоминается (выпуск «Интеллектуальный: для умных, но бедных»).
В 2011—2012 годах группа ещё раз проводит гастроли, на этот раз в составе Анастасия Ковалева, Аида Евдокимова (фамилии участниц после замужества), Лина Токарева и Карина Резникова (эту фамилию она взяла как псевдоним после развода с Денисом Евсюковым в 2012 году). В мае 2012 года девушки снова уходят и создают свой проект «СТРЕЛочКИ», позднее переименованный в Perestrelki.

### 2015 — настоящее время
В августе 2015 года «Стрелки» объявили о воссоединении коллектива в золотом составе: Екатерина «Радистка Кэт» Кравцова, Саломе «Тори» Росивер, Светлана «Гера» Бобкина, Мария «Марго» Бибилова. По словам самих солисток, воссоединиться они решили после участия в одном из фестивалей «Дискотека 90-х». В мае 2016 года «золотой состав» группы представил видеоклип на композицию «Влюбленный мужчина». В начале февраля 2017 года Саломе «Тори» Росивер покидает коллектив и группа остаётся в виде трио.
В мае 2024 года группа стала участницей нового сезона шоу «ВИА Суперстар» на телеканале НТВ.

## Составы
С 1997 по 2009 год помимо основных участниц группы в видеоклипах и на концертах в качестве замен появлялись девушки второго состава и участницы «Стрелки International».
| №   | Период                       | Основной состав                   | Основной состав         | Основной состав                   | Основной состав       | Основной состав                   | Основной состав                 | Основной состав        | Второй состав (балет), Стрелки International | Второй состав (балет), Стрелки International | Второй состав (балет), Стрелки International | Второй состав (балет), Стрелки International | Второй состав (балет), Стрелки International | Второй состав (балет), Стрелки International | Период                       | №   |
| --- | ---------------------------- | --------------------------------- | ----------------------- | --------------------------------- | --------------------- | --------------------------------- | ------------------------------- | ---------------------- | -------------------------------------------- | -------------------------------------------- | -------------------------------------------- | -------------------------------------------- | -------------------------------------------- | -------------------------------------------- | ---------------------------- | --- |
| 1.  | 11.1997 — 05.1998            | Екатерина «Радистка Кэт» Кравцова | Светлана «Гера» Бобкина | Мария «Марго» Корнеева            | Юлия «Ю-Ю» Беретта    | Мария «Мышка» Соловьёва           | Анастасия «Стася» Родина (Эвэн) | Лия Быкова (Росалки)   | К. Васильева                                 | М. Белякова                                  | Татьяна                                      |                                              |                                              |                                              | 11.1997 — 05.1998            | 1.  |
| 2.  | 05.1998 — 09.1998            | Екатерина «Радистка Кэт» Кравцова | Светлана «Гера» Бобкина | Мария «Марго» Корнеева            | Юлия «Ю-Ю» Беретта    | Мария «Мышка» Соловьёва           | Анастасия «Стася» Родина (Эвэн) | Татьяна                | К. Васильева                                 |                                              |                                              |                                              |                                              |                                              | 05.1998 — 09.1998            | 2.  |
| 3.  | 09.1998 — 10.1999            | Екатерина «Радистка Кэт» Кравцова | Светлана «Гера» Бобкина | Мария «Марго» Корнеева            | Юлия «Ю-Ю» Беретта    | Мария «Мышка» Соловьёва           | Анастасия «Стася» Родина (Эвэн) | Лариса «Лиса» Батулина | К. Васильева                                 | Карина Тонаканян                             | Марина Дмитричева                            | Оксана Николаева (Яшанькина)                 | Ольга Курбатова                              | Марина Кононова                              | 09.1998 — 10.1999            | 3.  |
| 4.  | 10.1999 — 01.2000            | Екатерина «Радистка Кэт» Кравцова | Светлана «Гера» Бобкина | Мария «Марго» Корнеева            | Юлия «Ю-Ю» Беретта    | Мария «Мышка» Соловьёва           | Карина Тонаканян                | Лариса «Лиса» Батулина | К. Васильева                                 |                                              | Марина Дмитричева                            | Оксана Николаева (Яшанькина)                 | Ольга Курбатова                              | Марина Кононова                              | 10.1999 — 01.2000            | 4.  |
| 5.  | 01.2000 — 08.2000            | Екатерина «Радистка Кэт» Кравцова | Светлана «Гера» Бобкина | Мария «Марго» Корнеева            | Юлия «Ю-Ю» Беретта    | Саломе «Тори» Кития               |                                 | Лариса «Лиса» Батулина | Галина «Гала» Трапезова                      | Карина Евсюкова (Тонаканян)                  | Марина Дмитричева                            |                                              | Ольга Курбатова                              | Марина Кононова                              | 01.2000 — 08.2000            | 5.  |
| 6.  | 08.2000 — 09.2002            | Екатерина «Радистка Кэт» Кравцова | Светлана «Гера» Бобкина | Мария «Марго» Корнеева            | Юлия «Ю-Ю» Беретта    |                                   |                                 | Лариса «Лиса» Батулина | Галина «Гала» Трапезова                      | Карина Евсюкова (Тонаканян)                  | Марина Дмитричева                            | Саломе «Тори» Кития                          | Ольга Курбатова                              | Марина Кононова                              | 08.2000 — 09.2002            | 6.  |
| 7.  | 09.2002 — 11.2002            | Екатерина «Радистка Кэт» Кравцова | Светлана «Гера» Бобкина | Мария «Марго» Корнеева            |                       |                                   |                                 | Лариса «Лиса» Батулина | Галина «Гала» Трапезова                      | Карина Евсюкова (Тонаканян)                  | Марина Дмитричева                            | Саломе «Тори» Кития                          | Ольга Курбатова                              | Марина Кононова                              | 09.2002—11.2002              | 7.  |
| 8.  | 12.2002 — 08.03.2003         | Оксана «Джина» Устинова           | Светлана «Гера» Бобкина | Мария «Марго» Корнеева            | Лана «Лулу» Тимакова  | Наталья «Барби» Бочкарёва (Деева) | Елена «Малая» Мишина            | Лариса «Лиса» Батулина | Галина «Гала» Трапезова                      | Карина Евсюкова (Тонаканян)                  | Марина Дмитричева                            | Саломе «Тори» Кития                          | Ольга Курбатова                              | Марина Кононова                              | 12.2002 — 08.03.2003         | 8.  |
| 9.  | 09.03.2003 — 10.2003         | Оксана «Джина» Устинова           | Светлана «Гера» Бобкина | Мария «Марго» Корнеева            | Лана «Лулу» Тимакова  | Наталья «Барби» Бочкарёва (Деева) |                                 | Лариса «Лиса» Батулина | Галина «Гала» Трапезова                      | Карина Евсюкова (Тонаканян)                  | Марина Дмитричева                            | Саломе «Тори» Кития                          |                                              |                                              | 09.03.2003 — 10.2003         | 9.  |
| 10. | 10.2003 — 11.2003            | Оксана «Джина» Устинова           | Галина «Гала» Трапезова |                                   | Лана «Лулу» Тимакова  | Наталья «Барби» Бочкарёва (Деева) |                                 | Лариса «Лиса» Батулина |                                              | Карина Евсюкова (Тонаканян)                  | Марина Дмитричева                            | Саломе «Тори» Кития                          |                                              |                                              | 10.2003 — 11.2003            | 10. |
| 11. | 11.2003 — 12.2003            | Оксана «Джина» Устинова           | Галина «Гала» Трапезова | Анастасия Бондарева (Ковалёва)    | Лана «Лулу» Тимакова  | Наталья «Барби» Бочкарёва (Деева) |                                 | Лариса «Лиса» Батулина | Дебора Наташа Хлоэ                           | Карина Евсюкова (Тонаканян)                  | Марина Дмитричева                            | Саломе «Тори» Кития                          |                                              |                                              | 11.2003 — 12.2003            | 11. |
| 12. | 12.2003 — 03.2005            | Оксана «Джина» Устинова           | Галина «Гала» Трапезова | Анастасия Бондарева (Ковалёва)    | Лана «Лулу» Тимакова  | Наталья «Барби» Бочкарёва (Деева) | Ника Найт (Сваровская)          | Анастасия Осипова      | Дебора Наташа Хлоэ                           | Карина Евсюкова (Тонаканян)                  |                                              |                                              |                                              |                                              | 12.2003 — 03.2005            | 12. |
| 13. | 03.2005 — 09.2006            | Оксана «Джина» Устинова           |                         | Анастасия Бондарева (Ковалёва)    | Лана «Лулу» Тимакова  | Наталья «Барби» Бочкарёва (Деева) | Ника Найт (Сваровская)          | Анастасия Осипова      | Дебора Наташа Хлоэ                           | Карина Евсюкова (Тонаканян)                  |                                              |                                              |                                              |                                              | 03.2005 — 09.2006            | 13. |
| 14. | 09.2006 — 2007               | Аида Евдокимова (Валиахмедова)    | Лина Токарева           | Анастасия Бондарева (Ковалёва)    | Лана «Лулу» Тимакова  | Анна Симакова                     | Людмила Харт (Шушаникова)       |                        | Дебора Наташа Хлоэ                           | Карина Евсюкова (Тонаканян)                  |                                              |                                              |                                              |                                              | 09.2006 — 2007               | 14. |
| 15. | 2007 — 2008                  | Аида Евдокимова (Валиахмедова)    | Лина Токарева           | Карина Резникова (Тонаканян)      | Лана «Лулу» Тимакова  | Анна Симакова                     |                                 |                        | Дебора Наташа Хлоэ                           | Олеся Левитес                                | Наталья Рубцова                              | Екатерина Овчинникова                        |                                              |                                              | 2007 — 2008                  | 15. |
| 16. | 2008 — 2009                  | Аида Евдокимова (Валиахмедова)    | Лина Токарева           | Карина Резникова (Тонаканян)      | Лана «Лулу» Тимакова  | Дебора Наташа Хлоэ                |                                 |                        |                                              | Олеся Левитес                                |                                              |                                              |                                              |                                              | 2008 — 2009                  | 16. |
| 17. | 2009 — 09.2009               |                                   | Лина Токарева           |                                   | Лана «Лулу» Тимакова  | Дебора Наташа Хлоэ                |                                 |                        |                                              |                                              |                                              |                                              |                                              |                                              | 2009 — 09.2009               | 17. |
| 18. | 2011 — 05.2012               | Аида Евдокимова (Валиахмедова)    | Лина Токарева           | Карина Резникова (Тонаканян)      | Анастасия Ковалева    |                                   |                                 |                        |                                              |                                              |                                              |                                              |                                              |                                              | 2011 — 05.2012               | 18. |
| 19. | 08.2015 — 03.02.2017         | Екатерина «Радистка Кэт» Кравцова | Светлана «Гера» Бобкина | Мария «Марго» Бибилова (Корнеева) | Саломе «Тори» Росивер |                                   |                                 |                        |                                              |                                              |                                              |                                              |                                              |                                              | 08.2015 — 03.02.2017         | 19. |
| 20. | 04.02.2017 — настоящее время | Екатерина «Радистка Кэт» Кравцова | Светлана «Гера» Бобкина | Мария «Марго» Бибилова (Корнеева) |                       |                                   |                                 |                        |                                              |                                              |                                              |                                              |                                              |                                              | 04.02.2017 — настоящее время | 20. |

 Красным цветом выделены солистки, чёрным — участницы балета и «Стрелки International»

### Дальнейшая судьба участниц
Юлия Беретта делала сольную музыкальную карьеру и стала пробовать себя в качестве киноактрисы. Мария Корнеева и Светлана Бобкина объединились в дуэт «Бридж», распавшийся после первого сингла «Совершенно секретно» из-за беременности Марии. В 2009 году Светлана «Гера» и Юлия «Беретта» объединились в дуэт «НеСтрелки», распавшийся в 2012 году. Наиболее заметные композиции «НеСтрелок» — «Офицер» и «Вова, вернись». Анастасия Осипова в 2007 стала участницей группы «Блестящие», но в 2015 покинула группу. Елена Мишина в 2006 стала участницей группы «Воровайки», однако в 2009 покинула группу. Марина Кононова создала сольный проект «МариК-а», в 2021 году выпустила сингл «На большом шаре».

## Дискография
| Год  | Альбом                         | Состав |
| ---- | ------------------------------ | --- |
| 1998 | «Стрелки идут вперёд»          | Ю. Беретта, С. Бобкина, М. Корнеева, Е. Кравцова, М. Соловьёва, А. Родина, Л. Быкова                                                                                                  |
| 1998 | «Вечеринки в Москве» (Single)  | Ю. Беретта, С. Бобкина, М. Корнеева, Е. Кравцова, М. Соловьёва, А. Родина |
| 1998 | «С Новым годом!» (Single)      | Ю. Беретта, С. Бобкина, М. Корнеева, Е. Кравцова, М. Соловьёва, А. Родина, Л. Батулина                                                                                                |
| 1999 | «Всё по…»                      | Ю. Беретта, С. Бобкина, М. Корнеева, Е. Кравцова, М. Соловьёва, А. Родина, Л. Батулина                                                                                                |
| 1999 | «Gold»                         | Ю. Беретта, С. Бобкина, М. Корнеева, Е. Кравцова, М. Соловьёва, А. Родина, Л. Батулина, Л. Быкова                                                                                     |
| 1999 | «Шипы и Pозы»                  | Ю. Беретта, С. Бобкина, М. Корнеева, Е. Кравцова, А. Родина, М. Соловьёва, Л. Батулина                                                                                                |
| 2000 | «Нелюбовь» (Single)            | Ю. Беретта, С. Бобкина, М. Корнеева, Е. Кравцова, Л. Батулина, С. Кития |
| 2000 | «Стрелки 2000»                 | Ю. Беретта, С. Бобкина, М. Корнеева, Е. Кравцова, Л. Батулина, С. Кития |
| 2001 | «Стрелки 2001» (Переиздание)   | Ю. Беретта, С. Бобкина, М. Корнеева, Е. Кравцова, Л. Батулина, С. Кития |
| 2001 | «MegaMix»                      | Ю. Беретта, С. Бобкина, М. Корнеева, Е. Кравцова, Л. Батулина |
| 2002 | «Люби меня сильнее»            | Ю. Беретта, С. Бобкина, М. Корнеева, Е. Кравцова, Л. Батулина |
| 2005 | «Лучший друг» (Single)         | О. Устинова, Г. Трапезова, А. Бондарева, Л. Тимакова, Н. Бочкарёва, Н. Сваровская, А. Осипова                                                                                         |
| 2016 | «Прости, прощай, не вспоминай» | Ю. Беретта, С. Бобкина, М. Корнеева, Е. Кравцова, Л. Батулина, С. Кития, М. Соловьёва, А. Родина, Л. Тимакова, Н. Деева, О. Устинова, Г. Трапезова, А. Бондарева, Н. Найт, А. Осипова |
| 2016 | «Легендарные песни»            | Ю. Беретта, С. Бобкина, М. Корнеева, Е. Кравцова, Л. Батулина, С. Кития, М. Соловьёва, А. Родина, Л. Тимакова, Н. Деева, О. Устинова, Г. Трапезова, А. Бондарева, Н. Найт, А. Осипова |
| 2019 | «Красавчик» (EP)               | С. Бобкина, М. Бибилова, Е. Кравцова |

### Неизданные песни
- «Новая страсть»
- «Два сердца»
- «Бумеранг» (Версия с 3 куплетами)
- «Поверю в любовь»
- «Мегаолигарх»
- «Югорская долина»
- «Целое лето»
- «Ветерок»
- «Ветерок» (Версия нового состава)
- «Не ходи»
- «Не отпускай меня»
- «Жара»
- «Missing you»
- «С новым годом (версия 2015)»
- «Спам»
- «Птицы»

## Видеография
| Год  | Клип                                    | Режиссёр                                                               | Состав | Альбом                             |
| ---- | --------------------------------------- | ---------------------------------------------------------------------- | --- | ---------------------------------- |
| 1997 | «Мамочка»                               | В. Фишман                                                              | Ю. Беретта, С. Бобкина, М. Корнеева, Е. Кравцова, М. Соловьёва, А. Родина, Л. Быкова                                                                        | «Стрелки идут вперёд»              |
| 1998 | «На вечеринке»                          | Л. Величковский                                                        | Ю. Беретта, С. Бобкина, М. Корнеева, Е. Кравцова, М. Соловьёва, А. Родина, Л. Быкова                                                                        | «Стрелки идут вперёд»              |
| 1998 | «Курортный роман»                       | И. Силиверстов                                                         | Ю. Беретта, С. Бобкина, М. Корнеева, Е. Кравцова, М. Соловьёва, А. Родина                                                                                   | «Стрелки идут вперёд»              |
| 1998 | «Первый учитель»                        | И. Силиверстов                                                         | Ю. Беретта, С. Бобкина, М. Корнеева, Е. Кравцова, М. Соловьёва, А. Родина                                                                                   | «Стрелки идут вперёд»              |
| 1998 | «Москва»                                | Клип смонтирован из советской хроники.                                 | Ю. Беретта, С. Бобкина, М. Корнеева, Е. Кравцова, М. Соловьёва, А. Родина, Л. Батулина (Единственный клип, где участницы коллектива не появлялись)          | «Вечеринки в Москве» (макси-сингл) |
| 1998 | «Красавчик»                             | В. Разгулин                                                            | Ю. Беретта, С. Бобкина, М. Корнеева, Е. Кравцова, М. Соловьёва, А. Родина, Л. Батулина (также К. Васильева и М. Белякова)                                   | «Всё по…»                          |
| 1998 | «С Новым годом!»                        | М. Макаренков                                                          | Ю. Беретта, С. Бобкина, М. Корнеева, Е. Кравцова, М. Соловьёва, А. Родина, Л. Батулина                                                                      | «С Новым годом!» (макси-сингл)     |
| 1999 | «На вечеринке (Remix)»                  | Л. Величковский                                                        | Ю. Беретта, С. Бобкина, М. Корнеева, Е. Кравцова, М. Соловьёва, А. Родина, Л. Батулина (также Л. Быкова, О. Яшанькина, К. Васильева и М. Белякова)          | «Вечеринки в Москве» (макси-сингл) |
| 1999 | «Ты бросил меня»                        | М. Макаренков                                                          | Ю. Беретта, С. Бобкина, М. Корнеева, Е. Кравцова, М. Соловьёва, А. Родина, Л. Батулина                                                                      | «Всё по…»                          |
| 1999 | «Ты бросил меня (Remix)»                | М. Макаренков                                                          | Ю. Беретта, С. Бобкина, М. Корнеева, Е. Кравцова, М. Соловьёва, А. Родина, Л. Батулина                                                                      | ТВА                                |
| 1999 | «Шипы и розы»                           | Клип смонтирован с кадров концерта в «Олимпийском» 24 апреля 1999 года | Ю. Беретта, С. Бобкина, М. Корнеева, Е. Кравцова, М. Соловьёва, А. Родина, Л. Батулина                                                                      | «Шипы и розы»                      |
| 1999 | «Я хорошая»                             | А. Игудин                                                              | Ю. Беретта, С. Бобкина, М. Корнеева, Е. Кравцова, М. Соловьёва, А. Родина, Л. Батулина                                                                      | «Шипы и розы»                      |
| 1999 | «Нет любви»                             | С. Кальварский                                                         | Ю. Беретта, С. Бобкина, М. Корнеева, Е. Кравцова, М. Соловьёва, А. Родина, Л. Батулина (также К. Васильева)                                                 | «Шипы и розы»                      |
| 1999 | «Я вернусь»                             | С. Кальварский                                                         | Ю. Беретта, С. Бобкина, М. Корнеева, Е. Кравцова, М. Соловьёва, Л. Батулина (также К. Васильева)                                                            | «Шипы и розы»                      |
| 1999 | «С Новым годом! (Remix, новая версия)»  | М. Макаренков                                                          | Ю. Беретта, С. Бобкина, М. Корнеева, Е. Кравцова, М. Соловьёва, Л. Батулина (также А. Родина)                                                               | ТВА                                |
| 2000 | «Бумеранг»                              | А. Игудин                                                              | Ю. Беретта, С. Бобкина, М. Корнеева, Е. Кравцова, Л. Батулина, С. Кития (также М. Кононова)                                                                 | «Стрелки 2000»                     |
| 2000 | «Нелюбовь»                              | И. Силиверстов                                                         | Ю. Беретта, С. Бобкина, М. Корнеева, Е. Кравцова, Л. Батулина, С. Кития (также М. Соловьёва)                                                                | «Нелюбовь» (макси-сингл)           |
| 2000 | «Солнце за горой»                       | А. Игудин                                                              | Ю. Беретта, С. Бобкина, М. Корнеева, Е. Кравцова, Л. Батулина                                                                                               | «Стрелки 2000»                     |
| 2001 | «Megamix»                               | Нарезка из клипов группы разных лет                                    | Ю. Беретта, С. Бобкина, М. Корнеева, Е. Кравцова, Л. Батулина (также Л. Быкова, М. Соловьёва и А. Родина)                                                   | ТВА                                |
| 2001 | «Прости и прощай»                       | С. Кальварский                                                         | Ю. Беретта, С. Бобкина, М. Корнеева, Е. Кравцова, Л. Батулина                                                                                               | «Люби меня сильнее»                |
| 2002 | «Девочка-веточка»                       | И. Миронова                                                            | Ю. Беретта, С. Бобкина, М. Корнеева, Е. Кравцова, Л. Батулина                                                                                               | «Люби меня сильнее»                |
| 2003 | «Югорская долина»                       | С. Горов                                                               | С. Бобкина, М. Корнеева, Л. Батулина, Л. Тимакова, Н. Деева, О. Устинова, Е. Мишина                                                                         | ТВА                                |
| 2003 | «Ветерок»                               | А. Демьяненко                                                          | Л. Батулина, Л. Тимакова, Н. Деева, О. Устинова, Г. Трапезова                                                                                               | ТВА                                |
| 2003 | «С Новым годом! (новая версия)»         | Нарезка из клипов «С Новым годом!», «Югорская долина» и «Ветерок»      | Л. Батулина, Л. Тимакова, Н. Деева, О. Устинова, Г. Трапезова (также Ю. Беретта, С. Бобкина, М. Корнеева, Е. Кравцова, М. Соловьёва, А. Родина и Е. Мишина) | ТВА                                |
| 2003 | «Лучший друг»                           | И. Силиверстов                                                         | Л. Тимакова, Н. Деева, О. Устинова, Г. Трапезова, А. Бондарева, Н. Найт, А. Осипова                                                                         | ТВА                                |
| 2004 | «Бежало лето»                           | неизвестно                                                             | Л. Тимакова, Н. Деева, О. Устинова, Г. Трапезова, А. Бондарева, Н. Найт, А. Осипова                                                                         | ТВА                                |
| 2004 | «Костёр из писем»                       | неизвестно                                                             | Л. Тимакова, Н. Деева, О. Устинова, Г. Трапезова, А. Бондарева, Н. Найт, А. Осипова                                                                         | ТВА                                |
| 2004 | «Капает дождь»                          | неизвестно                                                             | Л. Тимакова, Н. Деева, О. Устинова, Г. Трапезова, А. Бондарева, Н. Найт, А. Осипова                                                                         | ТВА                                |
| 2004 | «Семь морей»                            | неизвестно                                                             | Л. Тимакова, Н. Деева, О. Устинова, Г. Трапезова, А. Бондарева, Н. Найт, А. Осипова                                                                         | ТВА                                |
| 2004 | «Не отпускай меня»                      | неизвестно                                                             | Л. Тимакова, Н. Деева, О. Устинова, Г. Трапезова, А. Бондарева, Н. Найт, А. Осипова                                                                         | ТВА                                |
| 2004 | «Ты далеко»                             | неизвестно                                                             | Л. Тимакова, Н. Деева, О. Устинова, Г. Трапезова, А. Бондарева, Н. Найт, А. Осипова                                                                         | ТВА                                |
| 2005 | «Валентинка»                            | неизвестно                                                             | Л. Тимакова, Н. Деева, О. Устинова, Г. Трапезова, А. Бондарева, Н. Найт, А. Осипова                                                                         | ТВА                                |
| 2005 | «Не ходи»                               | неизвестно                                                             | Л. Тимакова, Н. Деева, О. Устинова, Г. Трапезова, А. Бондарева, Н. Найт, А. Осипова                                                                         | ТВА                                |
| 2005 | «Жара» (original edit)                  | неизвестно                                                             | Л. Тимакова, Н. Деева, О. Устинова, Г. Трапезова, А. Бондарева, Н. Найт, А. Осипова                                                                         | ТВА                                |
| 2006 | «Жара» (new edit)                       | неизвестно                                                             | Л. Тимакова, А. Осипова, А. Евдокимова, К. Резникова, Э. Токарева, Дебора, Н. Рубцова                                                                       | ТВА                                |
| 2006 | «Жара» (NeoMaster DJ`s Disco mix)       | неизвестно                                                             | Л. Тимакова, А. Осипова, А. Евдокимова, К. Резникова, Э. Токарева, Дебора, Н. Рубцова                                                                       | ТВА                                |
| 2006 | «Жара» (Romantic edition Студия 54 mix) | неизвестно                                                             | Л. Тимакова, А. Осипова, А. Евдокимова, К. Резникова, Э. Токарева, Дебора, Н. Рубцова                                                                       | ТВА                                |
| 2006 | «Мама»                                  | неизвестно                                                             | Л. Тимакова, А. Евдокимова, К. Резникова, Э. Токарева, Дебора, А. Симакова                                                                                  | ТВА                                |
| 2007 | «Missing You»                           | неизвестно                                                             | Л. Тимакова, А. Евдокимова, К. Резникова, Э. Токарева, Дебора, А. Симакова                                                                                  | ТВА                                |
| 2007 | «На тебя показали все стрелки»          | неизвестно                                                             | Л. Тимакова, А. Евдокимова, К. Резникова, Э. Токарева, Дебора, А. Симакова                                                                                  | ТВА                                |
| 2016 | «Влюблённый мужчина»                    | Dany Vin                                                               | С. Бобкина, М. Бибилова, Е. Кравцова, С. Росивер | ТВА                                |